# Dolichopteryx
Genre
Dolichopteryx est un genre de poissons de la famille des Opisthoproctidae ou « revenants ».

## Espèces
Il existe huit espèces connues de Dolichopteryx
- Dolichopteryx anascopa A. B. Brauer, 1901
- Dolichopteryx andriashevi Parin, Belyanina & Evseenko, 2009
- Dolichopteryx longipes Vaillant, 1888
- Dolichopteryx minuscula Fukui & Kitigawa, 2006[2]
- Dolichopteryx parini Kobyliansky & Fedorov, 2001
- Dolichopteryx pseudolongipes Fukui, Kitigawa & Parin, 2008[3]
- Dolichopteryx rostrata Fukui & Kitigawa, 2006[4]
- Dolichopteryx trunovi Parin, 2005